# Incubation: Battle Isle Phase Vier
Incubation: Battle Isle Phase Vier ist ein 1997 erschienenes rundenbasiertes Strategie-Computerspiel, welches von Blue Byte entwickelt wurde. Das Spiel erschien außerhalb des deutschsprachigen Raumes auch unter dem Namen Incubation: Time is Running Out. Das Spiel ist aufgrund der Hintergrundgeschichte Teil der Battle-Isle-Reihe. Am 15. März 2011 wurde es bei GOG.com digital wiederveröffentlicht.

## Hintergrundgeschichte
Die fiktive im Battle-Isle-Universum angesiedelte Geschichte beginnt in der Chromos-Kolonie Scay'Hallwa auf dem Planeten Scayra. Die eingeborenen und friedlichen Scay'Ger mutieren durch ein von den Menschen eingeschlepptes Virus und werden zu aggressiven Bestien. Nachdem der Energieschild der Kolonie aufgrund eines Kraftwerksunglücks zusammenbricht fallen die Aliens über die Chromianer her. Nun liegt es am Spieler in der Rolle des Corporal Bratt, ein Space-Marine-Team anzuführen und die Angreifer zu besiegen.

## Spielprinzip
Incubation wurde von der Presse als X-COM-artiges Spiel mit rundenbasiertem taktischem Gameplay beschrieben.
Die Spielkampagne ist in 35 Missionen gegliedert, die teilweise in anderer Reihenfolge gespielt werden können. Der Spieler führt ein Space-Marine-Team an, das im Laufe des Spiels an Einheiten zunimmt. Eine Lagebesprechung, meist in Form einer kurzen Videosequenz, sowie ein Briefing erklären dem Spieler den Inhalt der Mission. Zusätzlich kann der Spieler die Ausrüstung seiner Spielfiguren ändern und anpassen. Vor Beginn jeder Mission muss der Spieler seine Einheiten auf dem Spielfeld platzieren. Nun kann er rundenweise seine Einheiten steuern und diese verschiedene Aktionen ausführen lassen, wie zum Beispiel Laufen, Schießen, Spielfeld- oder eigenen Gegenstand benutzen. Die gegnerischen Scay'ger werden vom Computer gesteuert. Der Spielablauf erinnert ein wenig an das Schachspiel. Die Ziele der Mission unterscheiden sich je nach Mission, so führt beispielsweise das Vernichten der Gegner oder das Erreichen einer Spielfeldstelle zum Sieg. Die Spannung während des Spielverlaufs wird durch unerwartete Ereignisse aufrechterhalten. Bspw. tauchen Gegner aus Lüftungsschächten auf, Waffen haben Funktionsstörungen oder Einheiten sind durch Panikanfälle handlungsunfähig. Mit den Talentpunkten, die jede Spieleinheit im Kampf bekommt und den Equipmentpunkten, die in Kisten zu finden sind, können neue Gegenstände wie Waffen, Rüstungen oder Sonstige gekauft werden.

## Grafik und Technik
Die Spielgrafik benutzt die DirectX-5.0-API von Microsoft und ist komplett in 3D dargestellt. Für die optionale Hardwarebeschleunigung waren nur 3dfx-Karten vorgesehen.

### Mehrspieler
Das Spiel verfügt über drei verschiedene Mehrspieler-Modi. Zum einen gibt es einen Hot-Seat-Modus, bei welchem bis zu vier Spieler an einem Computer spielen können. Des Weiteren existiert ein Play-by-E-Mail-Modus, bei dem die Aktionen der Spieler und die Ergebnisse eines Spielzugs per E-Mail an den Mitspieler geschickt werden. Zudem hat das Spiel einen Netzwerkmodus über Internet bzw. LAN.

### Erweiterung
Am 5. Mai 1998 erschien das Incubation: Mission Pack, welches in den Vereinigten Staaten unter dem Namen Incubation: The Wilderness Missions veröffentlicht wurde. Die Erweiterung enthält viele neue Gegner, Waffen und Einsatzgebiete sowie einen Karteneditor, mit welchem man eigene Missionen kreieren kann. Die neue Kampagne umfasst 40 Missionen und es gibt 10 neue Multiplayerkarten. Aufgrund des hohen Schwierigkeitsgrades richtet sich die Erweiterung an fortgeschrittene Spieler.

## Rezeption
|                                    | PC Games | PC Action | GameStar | PC Player | GameSpot |
| ---------------------------------- | -------- | --------- | -------- | --------- | -------- |
| Incubation: Battle Isle Phase Vier | 92 %     | 92 %      | 87 %     | 79 %      | 6,6/10   |
| Incubation: Mission Pack           | 92 %     | 92 %      | 87 %     | 82 %      | 8,0/10   |

## Weitere Veröffentlichungen des Spiels
Die Spielezeitschrift GameStar veröffentlichte die Vollversion auf einer ihrer Magazin-DVDs. Ursprünglich wurde das Original auf CD verkauft, auf der sich die Hintergrundmusik und der Ton der Zwischensequenzen im CD-Audioformat befanden. Aus technischen Gründen war es nicht möglich diese Audiotracks auch auf die DVD zu bringen, was zur Folge hatte, dass es in dem Spiel keine Hintergrundmusik und keinen Ton in den Zwischensequenzen gab. Ein Nachvollziehen der Story war somit unmöglich. Dies sorgte für Unmut bei den Spielern, die sich zahlreich bei der Redaktion beschwerten. Die Redakteurin Petra Schmitz entschuldigte sich nachträglich dafür bei den Käufern.